# Filip Polc
Filip Polc (ur. 10 kwietnia 1982 w Pezinoku) – słowacki kolarz górski, mistrz Europy.

## Kariera
Największy sukces w karierze Filip Polc osiągnął w 2001 roku, kiedy zdobył złoty medal w downhillu podczas mistrzostw Europy w St. Wendel. W zawodach tych wyprzedził bezpośrednio Włocha Corrado Hérina oraz Francuza Cédrica Gracię. Czterokrotnie stawał na podium zawodów Pucharu Świata (trzy w four-crossie i raz w dualu), jednak nie odniósł żadnego zwycięstwa. W klasyfikacji końcowej najlepiej wypadł w sezonie 2007, który ukończył na czwartej pozycji w four-crossie. Do trzeciego w klasyfikacji Australijczyka Jareda Gravesa zabrakło mu 30 punktów. Był ponadto piąty w downhillu na mistrzostwach świata w Vail w 2001 roku oraz ósmy w four-crossie podczas mistrzostw świata w Mont-Sainte-Anne w 2010 roku. Nigdy nie wystąpił na igrzyskach olimpijskich.